# Hyalonema spinosum
Hyalonema spinosum är en svampdjursart som beskrevs av Lendenfeld 1915. Hyalonema spinosum ingår i släktet Hyalonema och familjen Hyalonematidae. Inga underarter finns listade i Catalogue of Life.